# Charles Valentine Riley
Charles Valentine Riley (Londra, 19 settembre 1843 – Washington, 14 settembre 1895) è stato un entomologo statunitense, di origine britannica.

## La carriera
Nel 1860, all'età di 17 anni, Riley emigrò negli Stati Uniti d'America e trascorse i primi anni della sua giovinezza in una fattoria nell'Illinois. Durante questi anni s'interessò attivamente degli insetti dannosi all'agricoltura. Nel 1864 si stabilì a Chicago per lavorare presso la rivista di agricoltura Prairie Farmer, in qualità di giornalista e disegnatore per la sezione di entomologia.
Per la stima acquisita nella sua attività di giornalista e le promettenti doti, ottenne la nomina di Entomologo di Stato del Missouri nel 1868, ricoprendo questo incarico fino al 1877. Nel 1877 fu istituita, sotto la competenza del Dipartimento dell'Interno, la Grassophers Commission ("Commissione Cavallette") per la quale Riley coprì l'incarico di Presidente.
Nel 1878 ricoprì l'incarico di entomologo presso il Dipartimento dell'Agricoltura (USDA), ma dopo un anno si dimise a causa di divergenze con il Commissario per l'agricoltura. Due anni più tardi, nel 1881, rientrò nell'USDA in qualità di capo del Federal Entomological Service e ricoprì questa carica fino al 1894. Contemporaneamente, nel 1885 ricoprì un incarico onorario come curatore della collezione entomologica del museo nazionale presso l'attuale Smithsonian Institution.

## Gli studi
Nel corso della sua vita, Riley collaborò con molti entomologi, studiando diversi aspetti relativi alle emergenze fitosanitarie che nella seconda metà del XIX secolo colpirono l'agricoltura.
Fra i suoi studi si occupò del problema delle cavallette, che dal 1873 al 1874, in diversi stati occidentali causarono gravi danni alle colture e agli insediamenti dei pionieri. Fu infatti l'opera di sensibilizzazione di Riley, attraverso tre dei suoi nove rapporti annuali redatti come Entomologo di Stato del Missouri, che portò all'istituzione della Grassophers Commission.
Altri importanti contributi derivarono dallo studio della biologia di diversi gruppi di insetti (Rincoti, Lepidotteri, Coleotteri, Imenotteri). Nel 1885 donò al Museo Nazionale dello Smithsonian Institution la sua collezione personale che comprendeva oltre 110.000 esemplari rappresentanti ben 20.000 specie d'insetti. Fra i suoi studi si annovera anche un contributo alla lotta contro la Fillossera della Vite in Europa.
Attivo scrittore e disegnatore, nel corso della sua vita ha prodotto oltre 2400 pubblicazioni e pubblicato due giornali, American Entomologist (dal 1868 al 1880) e Insect Life (dal 1889 al 1894).
Il merito più grande di Riley fu tuttavia quello per cui molti entomologi oggi lo definiscono come il padre della moderna lotta biologica. Nel 1868 comparve negli agrumeti californiani una cocciniglia di provenienza australiana, l'Icerya purchasi. La diffusione delle infestazioni e la gravità degli attacchi erano tali che la fiorente agrumicoltura californiana si avviava verso un inesorabile declino. Nel 1886 Riley inviò in Australia un suo collaboratore, Albert Koebele, allo scopo di raccogliere insetti antagonisti della cocciniglia. Nello stesso anno Koebele spedì dall'Australia un numero elevato di esemplari di molte specie, fra cui migliaia di cocciniglie parassitizzate dal Dittero Cryptochetum iceryae e circa 500 adulti del Coccinellide predatore Rodolia cardinalis. La Rodolia fu moltiplicata su alcuni alberi infestati fino ad ottenere 10.000 esemplari, liberati negli agrumeti. In soli due anni la popolazione della cocciniglia fu decimata dal parassitoide e, soprattutto, dal predatore e alla fine del 1887 portata ad un livello di completa inoffensività. Il clamore di questa operazione fu tale che nei decenni successivi la Rodolia fu introdotta in tutte le regioni in cui compariva la cocciniglia, facendola diventare cosmopolita. Ancora oggi l'Icerya è ritenuto un fitofago poco dannoso, efficacemente controllato dalla coccinella in tutto il mondo.
Non meno importante fu l'attiva collaborazione con il francese Jules Émile Planchon negli studi sulla lotta alla Fillossera della vite. Oltre ad inviare in Francia insetti antagonisti dell'afide, Riley fece notare che le radici di alcuni vitigni americani erano resistenti agli attacchi della fillossera. Grazie a questo contributo si concepì la tecnica dell'innesto della vite europea come mezzo biotecnico di controllo della fillossera.

## I riconoscimenti
Grazie agli studi, alla documentazione prodotta, alle geniali intuizioni, alle doti organizzative evidenziate nel corso dei suoi incarichi, in qualità di funzionario tecnico-scientifico presso l'U. S. Department of Agriculture, Riley ha dato un notevole contributo ai progressi dell'Entomologia moderna.
Ciò ha permesso che, nel corso della sua vita, l'entomologo abbia beneficiato di diversi riconoscimenti ufficiali: due titoli accademici onorari, rispettivamente da parte della Kansas State University e dell'University of Missouri e il titolo di membro onorario della Entomological Society of London. Di grande significato sono infine altri due riconoscimenti dalla Francia come simbolo di gratitudine per il suo contributo alla lotta alla fillossera: una medaglia d'oro, da parte dei viticoltori francesi, e la Croce della Legione d'Onore da parte del governo francese.

## La morte
Riley si spense tragicamente all'età di 52 anni a causa di un incidente: viaggiando in bicicletta urtò su un blocco di granito perso da un carro e la conseguente caduta gli procurò una frattura al cranio. Trasportato a casa non riprese più conoscenza e morì nello stesso giorno.
| Riley è l'abbreviazione standard utilizzata per le specie animali descritte da Charles Valentine Riley. Categoria:Taxa classificati da Charles Valentine Riley |